# Graphium gudenusi
Graphium gudenusi is een vlinder uit de familie van de pages (Papilionidae). De wetenschappelijke naam van de soort is voor het eerst geldig gepubliceerd in 1911 door Hans Rebel.

## Synoniemen
- Papilio babaulti Le Cerf, 1931